# Kajetan Kryszkiewicz
Kajetan Kryszkiewicz est un footballeur polonais, né le 28 juillet 1908 et mort à une date inconnue. Il évolue au poste d'attaquant durant les années 1930 notamment au Warta Poznań.
Il compte deux sélections en équipe de Pologne obtenues en 1937.

## Biographie
Kajetan Kryszkiewicz nait le 28 juillet 1908. Il commence sa carrière au Posnania Poznań puis rejoint, en 1932 le Warta Poznań. Lors de cette saison, il termine meilleur buteur de la compétition avec seize buts inscrits. En 1937, il dispute deux rencontres amicales avec la sélection polonaise face à la Suède en juin, victoire sur le score de trois buts à un et, en juillet face à la Roumanie, défaite à domicile quatre buts à deux. En club, il termine l'année suivante vice-champion de Pologne à six points du Ruch Chorzów.
Il quitte le club en 1939 et rejoint le BBTS Bielsko. Sa vie après cette date est inconnue.